# Sapindaceae
Sapindaceae su familija cvetnica iz roda Sapindales poznata kao familija sapindovki. Ona sadrži 138 rodova i 1.858 prihvaćenih vrsti. Primeri su konjski kesten, javori, Blighia sapida i liči.

## Klasifikacija
Sapindaceae su u srodstvu sa Rutaceae, i obe se obično stavljaju u red Sapindales ili Rutales, u zavisnosti od toga da li se drže odvojeno i koji naziv se koristi za red. Smatra se da je najbazniji član Xanthoceras. Neki autori su ranije održavali neke ili sve vrste Hippocastanaceae i Aceraceae, međutim to je rezultiralo parafilijom. Nekadašnje Ptaeroxylaceae, sada smeštene u Rutaceae, ponekad su bile smeštene u Sapindaceae. Porodica je podeljena na četiri potfamilije, Dodonaeoideae (oko 38 rodova), Sapindoideae (oko 114 rodova), Hippocastanoideae (5 rodova) i Xanthoceroideae (1 rod). Najveći rodovi su Serjania (oko 220 vrsta), Paullinia (oko 180 vrsta) i Allophylus (oko 200 vrsta) u tropskim Sapindoideae i Acer (oko 110 vrsta) u umerenom Hippocastanoideae.‍:294
Uglavnom umereni rodovi koji su ranije bili odvojeni u porodice Aceraceae (Acer, Dipteronia) i Hippocastanaceae (Aesculus, Billia, Handeliodendron) bili su uključeni u šire ograničene Sapindaceae od strane grupe istraživača filogenije skrivenosemenica. Nedavna istraživanja su potvrdila uključivanje ovih rodova u Sapindaceae.

## Spoljašnje veze
- Sapindaceae in BoDD – Botanical Dermatology Database
- USDA Agricultural Research Service: Fruits and seeds of Sapindaceae. Архивирано на веб-сајту  (15. јул 2018) Retrieved 16 July 2018.